# Grand-Béréby flygplats
Grand-Béréby flygplats är en flygplats vid staden Grand-Béréby i Elfenbenskusten. Den ligger i den södra delen av landet, 300 km sydväst om huvudstaden Yamoussoukro. Grand-Béréby flygplats ligger 6 meter över havet. IATA-koden är BBV och ICAO-koden DIGN.